# Walter Krippendorff
Walter Hermann Friedrich Krippendorff (* 18. Juni 1896 in Grünenplan; † 16. März 1983 in Göttingen) war ein deutscher Unternehmer und Kommunalpolitiker.

## Leben
Walter Krippendorff war das zweite von drei Kindern des Glashüttendirektors Franz Krippendorff und seiner Ehefrau Lizzi, geb. Koch. Nach der Grundschule in Grünenplan wechselte er zur Bismarckschule in Hannover. Kurz nach Ausbruch des Ersten Weltkriegs meldete sich Krippendorff noch als Schüler im August 1914 als Kriegsfreiwilliger. Er war bis Kriegsende im Einsatz, wurde im Dezember 1918 entlassen und wurde 1919 Zeitfreiwilliger.
Nach einem Volontariat bei der Deutschen Spiegelglas AG (DESAG) und einem Studium der Keramik am Friedrichs-Polytechnikum in Köthen wurde er 1920 Direktor der Deutschen Uhrglasfabrik (DUF) in Freden (Leine), die sein Vater 1918 gegründet hatte. Zusätzlich wurde er Prokurist der Muttergesellschaft DESAG.
Als um 1930 die ersten „unzerbrechlichen“ Uhrgläser aus Kunststoff aus den USA nach Deutschland kamen, untersagte die DESAG ihrer Tochtergesellschaft DUF die Herstellung von Plastikprodukten. Erst als der Kundendruck zu stark wurde, gestattete man Walter Krippendorff die Produktion von Uhrgläsern aus Kunststoff in einer eigenen Firma außerhalb der DUF. Daraufhin gründete er 1931 mit Heinrich Münchmeyer die Kunststoffverarbeitung „Dipl.Ing. H. Münchmeyer“ in Verden (Aller).
Am 1. September 1939, dem Beginn des Zweiten Weltkriegs, wurde Krippendorff aus einer Wehrübung heraus zum Kriegsdienst eingezogen. Die für Unternehmensführer übliche Unabkömmlichstellung (UK) erhielt er nicht. Er führte 1940 eine Nachrichtenabteilung im Westfeldzug. Nach dessen Ende bekam er eine vorübergehende Unabkömmlichstellung und leitete für einige Monate die Unternehmen DESAG und DUF.
1941 wurde Walter Krippendorff eine kriegswirtschaftliche Aufgabe in Minsk und Smolensk zugewiesen. 1942 befehligte er eine Nachrichtenabteilung der 6. Armee. Nach seiner Versetzung 1943 nach Brüssel war er als „Generalbevollmächtigter für Nachrichtenmittel“ mit der Förderung der belgischen und französischen kriegswirtschaftlichen Industrie betraut. 1944 kam er wieder zur Truppe. Als seine Einheit Ende März 1945 nur noch acht Mann stark war, entließ Krippendorff seine Soldaten im Raum Northeim und ging zu Fuß nach Grünenplan. Er erwarb auf dem Schwarzmarkt einen amerikanischen Entlassungsschein und konnte ohne Kriegsgefangenschaft den Betrieb der DUF wieder aufnehmen.
In der Nachkriegszeit gründete Krippendorff 1945 die „Optischen Werke Einbeck“, die er 1949 wieder aufgab. Als der Kunststoff die Uhrgläser aus Glas verdrängt hatte, stellte Krippendorff die Produktion der DUF auf die Fertigung von Rückspiegeln für die Automobilindustrie um. Die DUF hatte daraufhin über Jahre die Marktführerschaft bei Kraftfahrzeugspiegeln inne. 
Mit Vollendung des 70. Lebensjahres ging Krippendorff am 18. Juni 1966 als Direktor der Deutschen Uhrglasfabrik (DUF) in den Ruhestand. Er beteiligte sich bis zum Lebensende aktiv am Ortsgeschehen in Grünenplan, wie im Rat des Fleckens Delligsen, im Hils- und Verkehrsverein Grünenplan sowie in weiteren Vereinen.
Walter Krippendorff starb am 16. März 1983 in Göttingen in der Folge eines Sturzes. Die Beisetzung erfolgte am 19. März 1983 auf dem denkmalgeschützten Familienfriedhof „Bergrat Koch/Krippendorff“ in Grünenplan.

### Politik
1935 stellte Krippendorff einen Antrag zur Aufnahme in die NSDAP dem aber wohl nicht entsprochen wurde. Nach der Rückkehr aus dem Zweiten Weltkrieg widmete sich Krippendorff seinem Unternehmen DUF trotz Arbeitsverbots wegen laufender Entnazifizierung. 1945 wurde er Mitglied der CDU. Ab 1952 gehörte er dem Gemeinderat Grünenplan an und war stellvertretender Bürgermeister. 1960 wurde er Aufsichtsratsmitglied der Bausiedlungsgenossenschaft des Landkreises Holzminden und 1964 Vertreter des Landkreises im Aufsichtsrat der Elektrizitätswerke Wesertal.
1961 wurde Krippendorff in den Kreistag des Landkreises Holzminden gewählt. Dort war er von 1961 bis 1968 Vorsitzender des Finanzausschusses und von 1968 bis 1973 Vorsitzender des Verwaltungsausschusses.

### Privates
Krippendorff heiratete 1924 Elsbeth Klara Mathilde Walper (* 17. April 1898 Hannover; † 25. Februar 1979 Alfeld (Leine)). Aus der Ehe gingen zwei Kinder hervor. Dies sind die Tochter Waltraud Else (* 19. August 1926) und der Sohn Wolfgang Walter (* 25. Juni 1930).

## Auszeichnungen
- 1917 Braunschweiger Kriegsverdienstkreuz
- 1917 Eisernes Kreuz II. Klasse
- 1918 Eisernes Kreuz I. Klasse
- 1935 Ehrenkreuz für Frontkämpfer des Ersten Weltkriegs
- 1942 Medaille Winterschlacht im Osten 1941/42
- 1943 Kriegsverdienstkreuz 2. Klasse mit Schwertern
- 1967 Verdienstkreuz 1. Klasse des Verdienstordens der Bundesrepublik Deutschland

## Werke
- Von der Waldglashütte Grünenplan zur Deutschen Spiegelglas-A.-G. unter der Führung von vier Generationen einer Familie. In: Eberhard Tacke: Bilder aus der Geschichte der Gemeinde Grünenplan und der Glasindustrie im Hils, Grünenplan 1949, S. 113–121